# SN 1972M
SN 1972M – supernowa odkryta 8 października 1972 roku w galaktyce PGC 70843 (LEDA 70843). W momencie odkrycia miała maksymalną jasność 18,00m.